# 江田島警察署

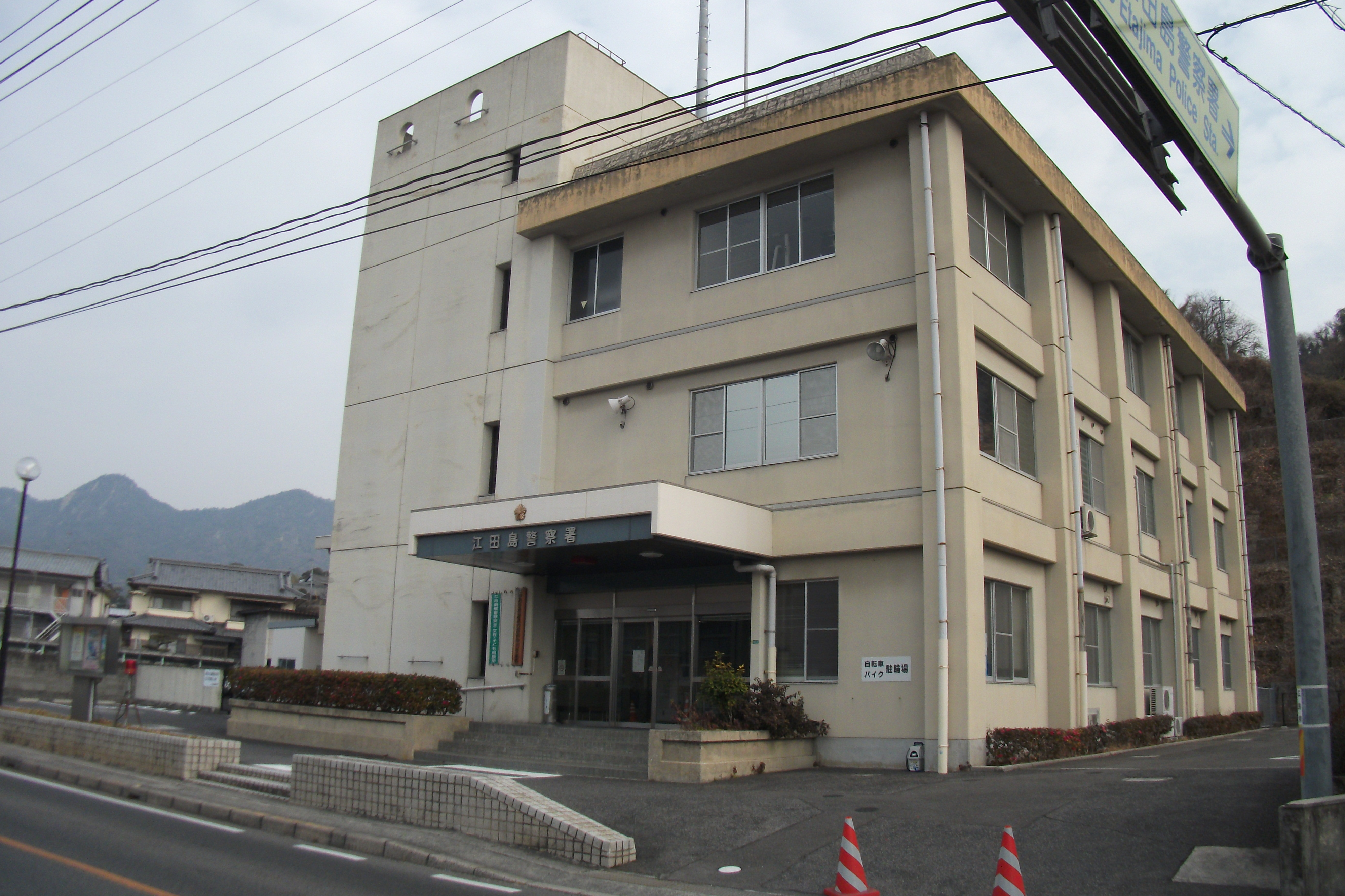
江田島警察署

江田島警察署（えたじまけいさつしょ）は広島県警察が管轄する警察署の一つである。

## 所在地
- 〒737-2122　江田島市江田島町中央4-13-1

## 管轄区域
- 江田島市

## 沿革
- 1877年3月佐伯郡能美島中村（現：江田島市能美町中町）に広島警察署海田市分署第三邏卒屯所が設置される。
- 1877年7月、広島警察署中村分署と改称する。
- 1886年11月、中村分署は廿日市警察署管轄となり、能美島地域のみ管轄することになる。江田島地域は呉警察署の管轄となり、江田島交番所が設置される。
- 1888年5月、中村分署が廃止され、江田島・能美島一円を管轄する呉警察署江田島分署が安芸郡江田島村に設置される。
- 1926年7月、呉警察署江田島分署が廃止され、江田警察署が設置される。
- 1932年4月、江田島警察署に改称する。
- 1948年3月、江田島警察署が江田島村・大柿両警察署と国家地方警察佐伯地区警察署に分割される。
- 1951年10月、上記三警察署が再統合され、江能地区警察署になる。
- 1954年7月、江田島警察署に改称する。
- 2004年11月、江田島・能美島の4町（安芸郡江田島町及び佐伯郡大柿・沖美・能美各町）が対等合併して江田島市が発足する。

## 警察署（直轄）
（）内は所在地。
- 江田島警察署（江田島市江田島町中央4丁目）

## 交番
（）内は所在地。
- 大柿交番（江田島市大柿町大原）

## 駐在所
（）内は所在地。
- 大君駐在所（江田島市大柿町大君）
- 沖駐在所（江田島市沖美町畑）
- 切串駐在所（江田島市江田島町切串2丁目）
- 小用駐在所（江田島市江田島町小用1丁目）
- 高田駐在所（江田島市能美町高田）
- 中町駐在所（江田島市能美町中町）
- 飛渡瀬駐在所（江田島市大柿町飛渡瀬）
- 三高駐在所（江田島市沖美町三吉）